# Ніколетта Браскі
Ніколетта Браскі (італ. Nicoletta Braschi; нар. 19 квітня 1960, Чезена, Емілія-Романья, Італія) — італійська актриса і продюсер, також відома зі своїми акторськими роботам спільно з чоловіком, актором і режисером Роберто Беніньї.

## Біографія
Ніколетта Браскі вчилася в Римській Академії драматичного мистецтва, саме в студентські роки вона познайомилася зі своїм майбутнім чоловіком Роберто Беніньї, в 1980 році. І вже через три роки виходить на екрани їх перша спільна картина «Ти турбуєш мене». Потім вона з'явилася в двох фільмах американського кінорежисера і сценариста Джима Джармуша («Поза законом» і «Таємничий поїзд»), Бернардо Бертолуччі («Під покровом небес»), Марко Феррері («Як хороші білі люди») та інших.

## Фільмографія
| Рік  |   | Українська назва     | Оригінальна назва       | Роль                       |
| ---- | - | -------------------- | ----------------------- | -------------------------- |
| 1983 | ф | Tu mi turbi          | Tu mi turbi             |                            |
| 1984 | ф | Segreti segreti      | Segreti segreti         |                            |
| 1986 | ф | Down by Law          | Down by Law             |                            |
| 1988 | ф | The Little Devil     | The Little Devil        |                            |
| 1989 | ф | Mystery Train        | Mystery Train           |                            |
| 1990 | ф | Розколоте небо       | The Sheltering Sky      |                            |
| 1991 | ф | Especially on Sunday | Especially on Sunday    |                            |
| 1991 | ф | Johnny Stecchino     | Johnny Stecchino        |                            |
| 1993 | ф | Син Рожевої пантери  | Son of the Pink Panther |                            |
| 1994 | ф | The Monster          | The Monster             |                            |
| 1995 | ф | Sostiene Pereira     | Sostiene Pereira        |                            |
| 1995 | ф | Who Killed Pasolini? | Who Killed Pasolini?    |                            |
| 1997 | ф | Життя прекрасне      | Life Is Beautiful       |                            |
| 1997 | ф | Ovosodo              | Ovosodo                 |                            |
| 2002 | ф | Pinocchio            | Pinocchio               |                            |
| 2003 | ф | I Like to Work       | I Like to Work          |                            |
| 2005 | ф | Тигр і сніг          | The Tiger and the Snow  |                            |
| 2018 | ф | Щасливий Ладзаро     | Lazzaro Felice          | маркіза Альфонсіна Де Луна |